# Comal de Peñita
Comal de Peñita är en ort i Mexiko.   Den ligger i kommunen Del Nayar och delstaten Nayarit, i den centrala delen av landet, 600 km väster om huvudstaden Mexico City. Comal de Peñita ligger 926 meter över havet och antalet invånare är 116.
Terrängen runt Comal de Peñita är bergig söderut, men norrut är den kuperad. Runt Comal de Peñita är det mycket glesbefolkat, med 5 invånare per kvadratkilometer. Närmaste större samhälle är Jazmín del Coquito, 12,4 km väster om Comal de Peñita. I omgivningarna runt Comal de Peñita växer huvudsakligen savannskog.